# Nicolas Goussé
Pour les articles homonymes, voir Goussé.
Nicolas Goussé, né le 2 janvier 1976 à Thouars, est un joueur de football français évoluant au poste d'attaquant.

## Biographie
Il termine quatrième meilleur buteur de Ligue 1 durant la saison 2001-02 avec l'Espérance sportive Troyes Aube Champagne en inscrivant 15 buts.
En juin 2007, en fin de contrat à Istres, il participe au stage de la sélection Nord de l'UNFP (Union des footballeurs professionnels), composé de joueurs au chômage.
Le 9 juillet 2007, il signe un contrat d'un an avec le FC Nantes.
Lors de son premier match de championnat avec les canaris, il inscrit un triplé face à Reims, contribuant à la large victoire de son équipe (5-0). Il termine la saison avec 10 buts à son actif, ce qui fait de lui le meilleur buteur de l'équipe de Nantes, et un acteur important de la remontée en Ligue 1.
Très peu utilisé lors de la première partie de saison 2008-2009 à Nantes, Nicolas Goussé rejoint au mercato hivernal la Haute-Savoie et le club de Croix de Savoie (3e division). 
Après quatre titularisations, l'ancien Canari a marqué à quatre reprises, réalisant notamment un triplé pour sa première sortie devant le public haut-savoyard (23e journée de National : Croix de Savoie-Créteil : 3-2).
Le 27 mai 2011 au terme du match Évian TG-FC Metz, il décroche le titre de champion de France de Ligue 2 avec le club savoyard et annonce sa retraite sportive à l'âge de 35 ans.

## Carrière
- 1995-1996 :  Thouars Foot 79 (National 1)
- 1996-1999 :  Stade rennais (Division 1, 69 matchs, 15 buts)
- 1999-2000 :  FC Metz (Division 1, 23 matchs, 1 but)
- 2000-2003 :  ES Troyes AC (Division 1 puis Ligue 1, 93 matchs, 30 buts)
- 2003-2004 :  EA Guingamp (Ligue 1, 22 matchs, 4 buts)
- 2004-2005 :  RAEC Mons (Division 1, 25 matchs, 8 buts)
- 2005-2007 :  FC Istres (Ligue 2, 34 matchs, 6 buts)
- 2007-2009 :  FC Nantes (Ligue 1, 1 match et Ligue 2, 29 matchs, 10 buts)
- janvier 2009 - 2011 :  Évian TG FC (National & Ligue 2)[4]

## Palmarès
- ES Troyes AC
  - Coupe Intertoto 2001 (Goussé est le meilleur buteur de la compétition cette année-là avec 6 buts)

- Évian TGFC
  - Champion de National en 2010.
  - Champion de Ligue 2 en 2011.